# Kevin Tapoko
Kevin Tapoko (Laval, 13 aprile 1994) è un calciatore francese con cittadinanza camerunese, centrocampista del Panachaïkī.